# Dactylispa haeckelii
Dactylispa haeckelii là một loài bọ cánh cứng trong họ Chrysomelidae. Loài này được Gestro miêu tả khoa học năm 1902.